# Doleschal Ágoston
Doleschal Ágoston, Augustín Doležal (Szakolca, 1739. április 27. – 1802. március 23.) evangélikus lelkész.

## Élete
Doleschall Pál lelkész unokaöccse volt. Tanult Necpálon, Körmöcbányán, Zólyomban, Modorban és 1755-től Pozsonyban; az altdorfi egyetemen teológiát és filozófiát hallgatott 1760–1762-ben; azután lelkész lett Necpálon és 1783-tól Szucsányban, Turóc vármegyében.

## Munkái
Pametná celemu swetu tragoedia. Szakolcza, 1791. (A világ emlékezetes tragédiája.)